# Saflischpass
Der Saflischpass ist ein Saumpfad in den Schweizer Alpen. Er verbindet Brig im Oberwallis mit dem Binntal und via Albrunpass mit Italien.  
Es ist ein oft begangener Übergang mit einem Wanderweg (weiss-rot-weiss markiert) von Binn nach Rosswald. Er bildet die 12. Etappe  auf dem Alpenpässe-Weg.